# Episodio
Un episodio (o puntata) è un frammento narrativo di una serie televisiva o cinematografica.

## Televisione
Un certo numero di episodi, solitamente 12; 13; 20; 22; 24; 26; 27 costituisce la stagione.
Il primo episodio dell'intera serie viene chiamato "episodio pilota" (pilot). Esso viene prodotto per provare il gradimento del pubblico e decidere se lanciare la serie o meno. Solitamente è quindi a basso budget, escludendo alcuni casi (come l'episodio pilota di Lost) per i quali sono stati investiti moltissimi soldi sperando in un immediato successo. 
Il primo episodio di una stagione viene chiamato "prima di stagione" (season premiere) e si può chiamare spesso "Pilot". In esso vengono solitamente svelati i cliffhanger lasciati in sospeso dalla stagione precedente. Vengono inoltre introdotte nuove storie e nuovi personaggi.
L'ultimo episodio di una stagione viene detto "finale di stagione" (season finale). Generalmente gli episodi sono autoconclusivi, ma con la recente affermazione delle serie serializzate è sempre più comune lasciare in sospeso la narrazione per creare tensione e suspense. Ciò avviene in ogni episodio, ma in particolare nell'ultimo di stagione, che può terminare con un cliffhanger.  
L'episodio che conclude l'intera serie (series finale) e coincide quindi con la season finale dell'ultima stagione è solitamente conclusivo.  Inoltre, i finali di serie possono essere molto visti, come nel caso di M*A*S*H, che è stato visto addirittura da 105 milioni di spettatori. In alcuni casi, in cui la serie è stata interrotta bruscamente per motivi di scarsi ascolti, esso non viene programmato e la serie viene lasciata senza una degna conclusione. Per questo motivo talvolta gli autori decidono di produrre un film che narri il finale della serie.
Il titolo dell'episodio indica il tema del contenuto. È sempre più comune la pratica di dare titoli particolari, che iniziano sempre con la stessa parola o locuzione o che si riferiscono al titolo di altre opere, sia televisive sia cinematografiche.

## Cinema
Nell'ambiente cinematografico un film facente parte di una saga viene detto episodio. Esso è autoconclusivo, ma lascia comunque spazio a una continuazione della trama per il film successivo. Un esempio fra tutti possono essere i film facenti parte della saga di Guerre stellari, composta da sei episodi, benché il finale de L'Impero colpisce ancora è sostanzialmente in sospeso dato che era già in previsione la produzione del film conclusivo della trilogia storica (analogamente accade per il finale del secondo film della trilogia prequel La vendetta dei Sith).